# Ernst Dehmel
Ernst Dehmel foi um Sturmbannführer da Waffen-SS durante a Segunda Guerra Mundial.
Ernst Dehmel foi agraciado com a Cruz de cavaleiro ainda enquanto comandante do 3º batalhão Sturmgeschütz da 3ª Divisão SS Totenkopf em agosto de 1943, pelo papel da sua unidade na Batalha de Kursk e na Batalha de Belgorod.
Ernst Dehmel sobreviveu à guerra, mas foi espancado até à morte por soldados franceses em Remscheid-Lüttringhausen a 7 de agosto de 1945.